# Tina Arnuš Pupis
Tina Arnuš Pupis, slovenska pisateljica, pesnica, univerzitetna diplomirana socialna pedagoginja, * 12. julij 1982

## Življenje
Maturirala je na Gimnaziji Bežigrad in diplomirala iz socialne pedagogike na Pedagoški fakulteti v Ljubljani. Po študiju se je dodatno izobraževala na področju psihoterapevtskih pristopov (transakcijska analiza), raziskovala različne vidike dela z ranljivimi skupinami in več let delala v šolstvu. Svoje znanje dopolnjuje z raziskovanjem biblioterapevtskih metod dela. Od leta 2021 je samozaposlena na področju kulture. Je članica Društva slovenskih pisateljev. Živi in ustvarja v Logatcu.

## Delo
Njen knjižni prvenec Za devetimi drevesi je bil po izboru Mednarodne mladinske knjižnice v Münchnu uvrščen v zbirko White Ravens (Bele vrane) med 200 najboljših otroških in mladinskih romanov z vsega sveta. Kasnejša dela so bila nominirana za Desetnico, Večernico in odlikovana z znakom kakovosti Zlata hruška. Številna so uvrščena tudi v Priporočilnico Društva Bralne značke Slovenija - ZPMS.
Njena palindromsko zasnovana slikanica Zebra v ogledalu, ki je leta 2023 izšla tudi v Ameriki in Nemčiji, je bila izpostavljena v številnih tujih medijih (Kreuzer Liepzig Magazin, MOKKA: Das Büchermagazin, Nashville in Rutherford Parent Magazine, radio ERF, …), recenzija knjige Zebra in the Mirror je bila objavljena tudi v časopisu The New York Times, nemška različico pa je nemška organizacija Stiftung Lesen, ki deluje na področju promocije branja uvrstila med svoja knjižna priporočila.
Pesmi in prozo objavlja tudi v otroških revijah Ciciban, Cicido in Galeb. S pesniškimi prispevki (za odrasle in otroke) pa sodeluje na pesniškem portalu Pesem.si ter v projektu Pesmomat. Nastopila je na številnih literarnih dogodkih (Bralnice pod slamnikom, Slovenski dnevi knjige v Mariboru, simpozij Mestne knjižnice Ljubljana …).
Njena dela pogosto služijo kot navdih raznovrstnim kulturnim dogodkom (Petkovškova likovna kolonija, koncerti, kamišibaj predstave, …), po seriji njenih gozdnih zgodb pa od leta 2022 nastaja animirana risana serija. 

### Proza
- 2017 Za devetimi drevesi, Miš (COBISS)
- 2018 Božo in Vili, Miš (COBISS)
- 2020 Na gozdni južini, Miš (COBISS)
- 2021 Podganca Franca iz Podklanca, Mohorjeva družba (COBISS)
- 2021 Zebra v ogledalu, Miš (COBISS)
- 2022 Nad gozdom se nekaj svetlika, Miš (COBISS)
- 2023 Čivkarije s kmetije, Miš (COBISS)

### Znanstvene objave
- 2012 Patološki narcisizem in starševstvo, pregledni znanstveni članek (v: Socialna pedagogika) (COBISS)

### Prevodi
- 2023 Das Spiegel-Zebra, CalmeMara Verlag
- 2023 Zebra in the Mirror, Interlink Publishing (distributer: Simon&Schuster)

### Uprizoritve
- 2022 pravljica Kdo se boji velikih oči?, RTV SLO, Radio Prvi, 7. 4. 2022
- 2022 pravljica Kdo se boji velikih oči?, ŠKUC GALERIJA v sodelovanju z RTV SLO, festival O'živela knjiga, 16. 6. 2022
- 2022 pesem Lisičji krog, Slovenska filharmonija, Slovenski koncert, 22. 10. 2022
- 2023 zgodba Lesička se nauči pisati, kamišibaj predstava (Tomislava Zaletelj, KUD Kosec), 11. slovenski Festival kamišibaj gledališča, Črnomelj, 15. – 17. 9. 2023[9]
- 2024 pravljica Kdo se boji velikih oči?, RTV SLO, program Ars, 5. 4. 2024 (15)
- 2024: pesem Lisičji krog, Cankarjev dom: Gallusova dvorana , 75. let Glasbene šole Franca Šturma, 10. 6. 2024 (16)

## Nagrade in priznanja
- 2016 – uvrstitev v izbor prispevkov na anonimnem literarnem tečaju Spirala, Slovenske Konjice
- 2018 – White Ravens  (Bele vrane), delo: Za devetimi drevesi
- 2020 – uvrstitev v izbor prispevkov na anonimnem literarnem natečaju Spirala, Slovenske Konjice
- 2021 – nominacija za nagrado Večernica za delo Na gozdni južini
- 2021 – znak kakovosti zlata hruška za delo Na gozdni južini
- 2021 – uvrstitev v izbor prispevkov na anonimnem literarnem natečaju RTV SLO za izvirno slovensko pravljico (oddaja Lahko noč, otroci, Radio Prvi)
- 2023 – nominacija za nagrado Desetnica za delo Nad gozdom se nekaj svetlika